# Kobiernice
Kobiernice (wil.: Kywnik) – wieś w Polsce położona w województwie śląskim, w powiecie bielskim, w gminie Porąbka. Miejscowość położona w dwóch mezoregionach Pogórza Śląskiego i Beskidu Małego. Przez miejscowość przebiega droga krajowa nr 52 i droga wojewódzka nr 948.
Wieś królewska starostwa oświęcimskiego w powiecie śląskim województwa krakowskiego w końcu XVI wieku.

## Części wsi
| SIMC    | Nazwa            | Rodzaj     |
| ------- | ---------------- | ---------- |
| 0064684 | Kobiernice Dolne | część wsi  |
| 0064690 | Kobiernice Górne | część wsi  |
| 0064678 | Międzymoście     | część wsi  |
| 0064709 | Mieszczyńsko     | część wsi  |
| 0064750 | Podgrodzie       | przysiółek |
| 0064767 | Wołek            | przysiółek |
| 0064738 | Zastruże         | część wsi  |
| 0064744 | Zawodzie         | część wsi  |

## Historia
Miejscowość powstała prawdopodobnie na początku XV wieku jako osiedle należące do zamku Wołek. Wzmiankowana została po raz pierwszy w akcie podziału księstwa oświęcimskiego w 1445 jako Coberniky.
Według austriackiego spisu ludności z 1900 r. w Kobiernicach w 220 budynkach na obszarze 857 hektarów mieszkało 1445 osób, co dawało gęstość zaludnienia równą 168,6 os./km², z tego 1418 (98,1%) mieszkańców było katolikami, 25 (1,7%) wyznawcami judaizmu a 2 grekokatolikami, 1439 (99,6%) było polsko- a 2 niemieckojęzycznymi.
Pod koniec listopada 1944 roku oddział Armii Ludowej pod dowództwem Szymona Stanisławka ps. "Sowa" dokonał w miejscowości zarekwirowania żywności i ubrania dla partyzantów przebywających w schronach w Beskidach oraz dla grupy Żydów znajdujących się pod opieką oddziałów AL. W drodze powrotnej do bazy oddział był ścigany przez policję i miejscowych osadników. Partyzantom udało się wydostać z obławy bez strat.  
W latach 1954–1972 wieś należała i była siedzibą władz gromady Kobiernice. W latach 1975–1998 miejscowość administracyjnie należała do województwa bielskiego.

## Zabytki

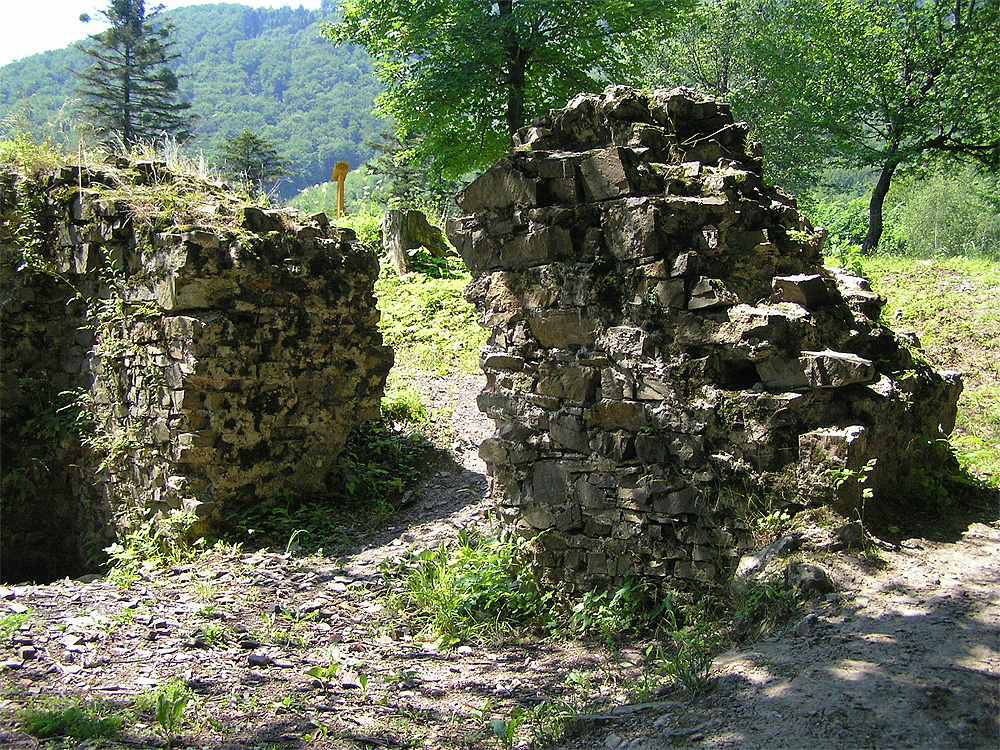
Fragment ruin zamku Wołek (2006)

W miejscowości znajduje się zabytkowy dworek przy ul. Parkowej niedaleko szkoły podstawowej oraz ruiny (fragment muru) zamku Wołek. W 2005 został zburzony kościół św. Urbana z XIX w..

## Religia
Na terenie wsi działalność duszpasterską prowadzi Kościół Rzymskokatolicki (parafia św. Urbana).